# Восстание босоногих
Восстание босоногих (фр. va-nu-pieds — «босоногие»; так называли себя восставшие) — крупное народное восстание 1639 года в Нормандии (Франция), одно из наиболее значительных выступлений, предшествовавших началу Фронды.
Причиной восстания стало введение габели — очень высокого соляного налога, вызванного необходимостью покрыть длительный дефицит королевского бюджета, а также общее ухудшение положения населения. Первоначально центром восстания стал город Авранш, затем оно распространилось на Кан, Руан, Байё и другие города и сельские местности Нижней Нормандии.
Восставшие (городская беднота — от слуг до солеваров, а также крестьяне), возглавляемые полулегендарным Жаном Босоногим (которым, как предполагается, был священник Жан Морель), сумели создать дисциплинированную и хорошо организованную армию, и Нормандия фактически оказалась полностью под их властью. В ходе восстания были захвачены и разграблены многие дворянские поместья, все королевские налоги отменены, а многие их сборщики и связанные с ними лица казнены; при этом социальная политика захвативших власть мятежников была расплывчатой и непродуманной.
К ноябрю 1639 года восстание было окончательно подавлено королевскими войсками, посланными кардиналом Ришельё, правительство которого было обеспокоено размахом восстания. После поражения восставших Ришельё направил в Нормандию карательные войска под командованием канцлера Пьера Сегье, в результате действий которых серьёзно пострадали Руан и Кан.